# Mercedes Isidoro
Mercedes Isidoro är en ort i Mexiko.   Den ligger i kommunen Simojovel och delstaten Chiapas, i den sydöstra delen av landet, 700 km öster om huvudstaden Mexico City. Mercedes Isidoro ligger 984 meter över havet och antalet invånare är 253.
Terrängen runt Mercedes Isidoro är kuperad åt nordost, men åt sydväst är den bergig. Runt Mercedes Isidoro är det ganska glesbefolkat, med 45 invånare per kvadratkilometer. Närmaste större samhälle är Simojovel de Allende, 3,7 km norr om Mercedes Isidoro. I omgivningarna runt Mercedes Isidoro växer huvudsakligen savannskog.